# あらくれお嬢様はもんもんしている
『あらくれお嬢様はもんもんしている』（あらくれおじょうさまはもんもんしている）は、木下由一による日本の漫画作品。略称は『あらもん』。

『ヤングマガジンサード』（講談社）Vol.12（2018年11月6日発売）から2021年1月6日まで連載され、同誌が2021年4月に合併し発展的解消が発表された後には『月刊ヤングマガジン』へ移籍し、2021年1月更新分から出産のため産休に入り、2022年5月2日から『ヤンマガWeb』で連載が再開された。2024年12月19日現在、単行本は7巻まで刊行されている。

## あらすじ
名門私立進学校・天衣無縫（てんいむほう）学園の理事長の孫である口無椿（くちなし つばき）は、身長180cmの長身とスポーツ万能な才能を持つ傍若無人なお嬢様。彼女は気に入らない教師や生徒を退学に追い込むなど、学園内で絶大な影響力を持ち、周囲の女子生徒からは“王子様”として崇められていた。しかし、そんな彼女が唯一思い通りにできない存在が、風紀委員の起立匡史（きりつ ただし）であった。
匡史の生真面目な態度に苛立ちを覚えた椿は、彼を退学に追い込もうと画策するが、接するうちに心と身体に妙な変化を感じ始める。戸惑った椿は校医の安岡に相談するが、「それは性欲ですね」と指摘され激昂。認めたくない気持ちと匡史への関心の間で揺れ動く椿の物語が展開される。

## 登場人物
口無 椿（くちなし つばき）
本作の主人公。天衣無縫学園の理事長の孫で、身長180cmの長身と抜群のプロポーション、スポーツ万能な才能を持つ傍若無人なお嬢様。バレー部を創設し、周囲の女子生徒からは“王子様”として人気がある。生真面目な風紀委員・起立匡史に苛立ちを覚え、彼を退学に追い込もうとするが、次第に彼のことが気になり始める。
起立 匡史（きりつ ただし）
天衣無縫学園の風紀委員。身長183cmの長身で、真面目かつ厳格な性格。学園内の秩序を重んじ、理事長の孫である椿とも度々衝突するが、彼女が倒れた際には誰にも気づかれないように助ける。
千原 好雄（ちはら よしお）
椿と同じクラスの男子生徒。軽い性格で、女子にも気軽に話しかけるチャラ男。椿の相談相手になるが、適当なアドバイスばかりする。
安岡（やすおか）先生
学園の校医。冷静かつ的確なアドバイスをするが、ストレートな物言いで椿を怒らせることもある。
明芽子（めいこ）
口無家に仕えるメイド。椿を幼い頃から世話しており、彼女のことを心配しながら見守っている。

## 出版情報
著者木下由一
出版社講談社
連載誌
- 『ヤングマガジンサード』（2018年11月6日 - 2021年1月6日）
- 『月刊ヤングマガジン』
- 『ヤンマガWeb』（2021年4月5日 - 連載中）

### 単行本
1. 2019年7月19日 ISBN 978-4-06-516352-8
2. 2020年4月20日 ISBN 978-4-06-519201-6
3. 2020年12月18日 ISBN 978-4-06-521715-3
4. 2022年10月20日 ISBN 978-4-06-529463-5
5. 2023年7月20日 ISBN 978-4-06-532375-5
6. 2024年3月18日 ISBN 978-4-06-534936-6
7. 2024年12月19日 ISBN 978-4-06-537982-0
8. 2025年7月18日 ISBN 978-4-06-540199-6

## 評価
本作は、2020年に第6回次にくるマンガ大賞の「コミックス部門」でノミネートされ、2023年には第9回次にくるマンガ大賞の「Webマンガ部門」にノミネートされた。

## その他
2022年4月28日に真島なおみが自身のInstagramにて本作の口無椿のコスプレ写真を公開し、ファンから称賛の声が寄せられた。